# Solarigrafía

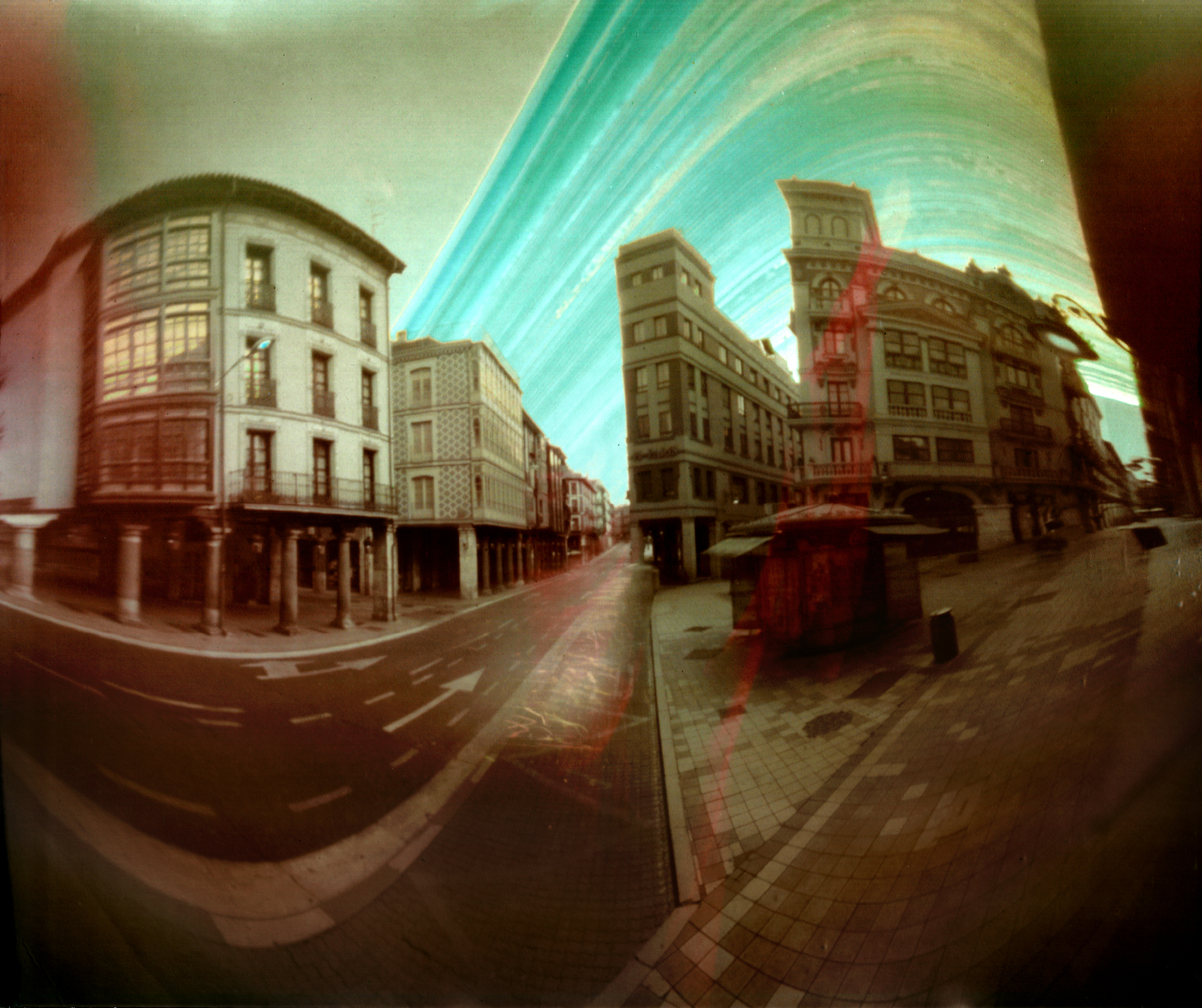
Solarigrafía de los recorridos del Sol entre julio de 2018 y mayo de 2019 en una calle de Valladolid, España.

Solarigrafía es un concepto y una práctica fotográfica basadas en la observación del recorrido del Sol en el cielo (diferente en los distintos lugares de la tierra) y su efecto en el paisaje, captados mediante un procedimiento específico que combina fotografía estenopeica, tratamiento digital y difusión por internet. Inventada en torno al año 2000 a partir del Proyecto Solaris, la solarigrafía —solarigraphy en inglés— utiliza papel fotográfico sin revelado, una cámara estenopeica y un escáner para crear imágenes que recogen el recorrido diario del Sol por el cielo mediante tiempos de exposición muy largos, entre varias horas y muchos meses. Tiene desde su inicio vocación de difusión, colaboración y compartición entre aficionados en todo el mundo gracias principalmente a los cauces de Internet: la web inicial solarigrafia.com, blogs, redes sociales o proyectos concretos en páginas particulares.

## Inicios
El arte no reproduce lo que vemos, sino lo que hacemos visible.
Paul Klee en 1920

Los primeros intentos de solargrafía se realizaron en los años ochenta por Dominique Stroobant. En el año 2000, Diego López Calvín, Sławomir Decyk y Paweł Kula iniciaron un trabajo fotográfico global y sincronizado en el tiempo conocido como «Proyecto Solaris». Este trabajo, que une arte y ciencia, se basa en la participación activa a través de Internet de personas interesadas en el movimiento aparente del Sol, que es fotografiado con cámaras estenopeicas artesanales cargadas con material fotosensible y sometidas a muy largas exposiciones de tiempo. Estas  imágenes muestran las diferentes percepciones del Sol que tiene el observador según la latitud que ocupa sobre la superficie terrestre. 
Desde entonces, a medida que otros fotógrafos o aficionados han ido conociéndola y practicándola, se han ido desarrollando otros proyectos, talleres, exposiciones y colecciones en la red, de solarigrafias.
Es importante destacar que a finales de los años 90, en el Departamento de Fotografía de la Facultad de Bellas Artes de Poznan (Polonia), los entonces estudiantes Paweł Kula, Przemek Jesionek, Marek Noniewicz y Konrad Smołenski fueron los primeros en realizar pruebas de exposición prolongadas en cámaras estenopeicas aplicando la técnica de escaneo de imágenes directas en papeles fotosensibles.
Las SOLARIGRAFÍAS son imágenes que representan las trayectorias aparentes del Sol en la bóveda celeste debido al movimiento de rotación sobre su eje de la Tierra. En su mayoría están hechas con cámaras estenopeicas y exposiciones de tiempo muy largas que van desde un día hasta seis meses de duración entre el solsticio de invierno y el de verano o viceversa.
Las cámaras se cargan con materiales fotosensibles (principalmente papel fotográfico en blanco y negro) para que la luz incidente produzca un ennegrecimiento directo en la superficie. Gracias a la aparición del escáner a finales del sXX, pudimos omitir los procesos convencionales de revelado y fijación de imágenes para tender un puente entre las técnicas primitivas y la imagen digital del sXXI.
Las trayectorias del Sol aparecen directamente en la superficie del papel formando un negativo que se digitaliza y trata con un software de procesamiento de imágenes para su posterior publicación. Estas imágenes también nos proporcionan información sobre los períodos en los que el Sol no aparece reflejado debido a su ocultamiento entre las nubes, lo que proporciona información sobre el clima.
En estas imágenes la naturaleza se mira a sí misma más allá de los límites de nuestra percepción. Se trata de una suerte de visión que nos acercará a lo que es importante dentro de un paisaje visto a través de los ojos, si los tuvieran, de las piedras o los árboles. 
Todo se mueve muy rápido y nos faltan detalles que necesitan más tiempo para ser percibidos. Gracias a este concepto, descubrimos una forma de ver algo que no se puede ver a simple vista. 

## Fundamentos técnicos y procedimiento

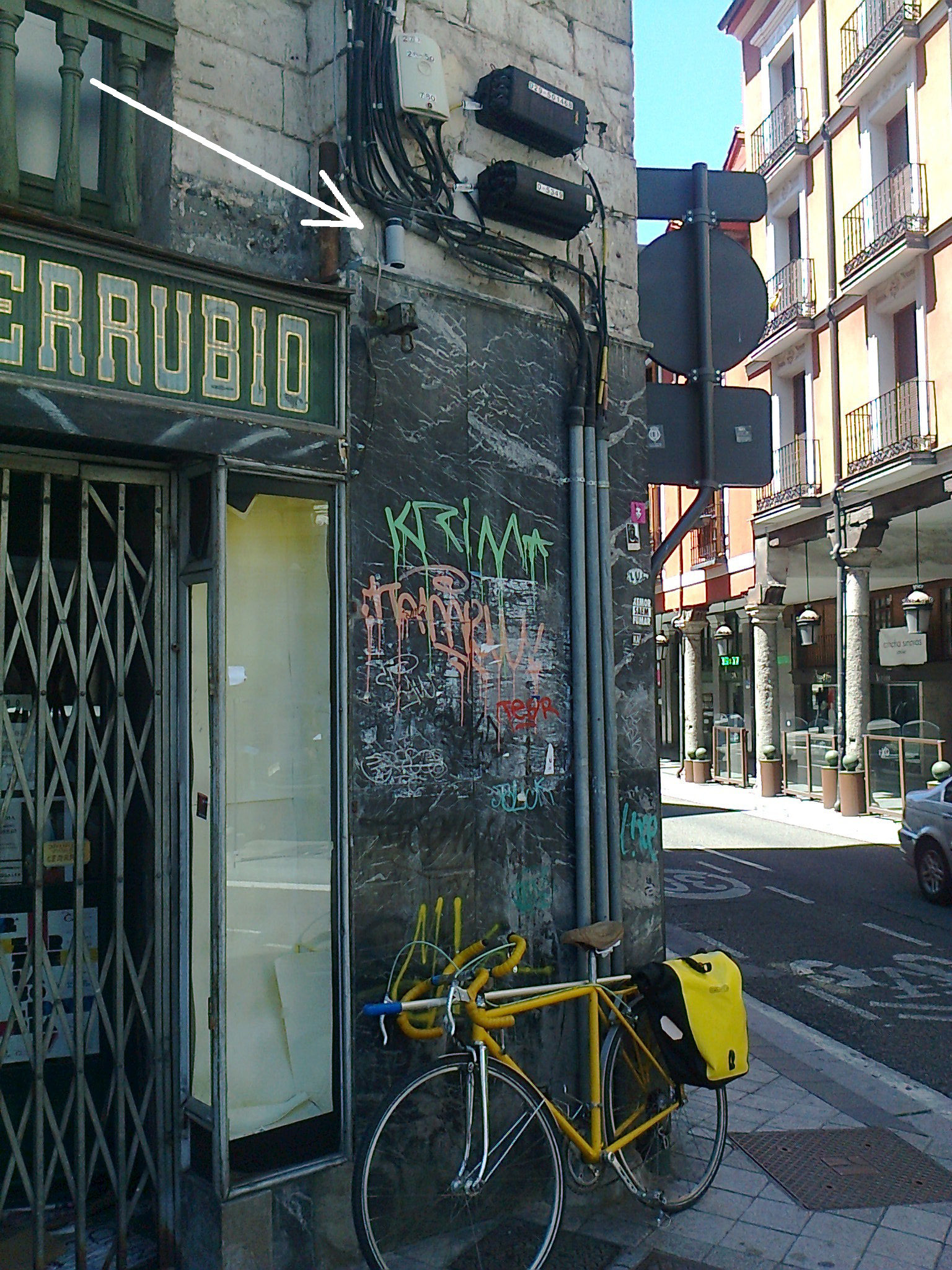
Situación de una cámara solarigráfica, una lata, pegada en un edificio durante la obtención de la foto superior

La clave de la técnica está en la propiedad del papel fotográfico de oscurecerse a la luz directamente sin llegar a revelarlo, dando de este modo involuntario la sensibilidad ultrabaja necesaria para exposiciones tan largas. Aunque pueden usarse lentes en la obtención de solarigrafías con tiempos de exposición de algunas horas, para las exposiciones más largas es más conveniente un estenopo o pequeño orificio por donde entra la luz a la cámara, lo que permite el uso de cámaras caseras, habitualmente latas de bebida, botes de carretes fotográficos o tubos de plástico, reciclados.
Ya que las cámaras han de permanecer fijas en su lugar durante mucho tiempo, su fabricación casera facilita que pasen desapercibidas a los transeúntes y posibilita la toma simultánea de imágenes al mismo tiempo en distintos lugares, contando con la posibilidad de que algunas se pierdan.
Es habitual el uso de cámaras cilíndricas que dan amplios ángulos de visión apropiados para la técnica, y además en ellas el papel curvado es menos propenso a abombarse por los cambios de temperatura y humedad. Dentro del recipiente que hace de cámara se coloca un papel fotográfico para blanco y negro, y una vez fija la cámara en el lugar elegido, usualmente apuntando al este, sur u oeste, se deja al descubierto el estenopo por donde entrará la luz hasta que la cámara sea recogida.
La imagen, ya visible en ese momento en el papel, es negativa y efímera, ya que la luz sigue impresionando la emulsión si se muestra, por lo que es necesario proteger el papel de la luz y escanearlo para su manejo y disfrute. Esta segunda parte digital del proceso incluye la inversión de la imagen para hacerla positiva y generalmente un aumento del contraste. Distintas circunstancias hacen que la solarigrafia muestre diferentes colores que parecen deberse a circunstancias como la temperatura y la humedad en los distintos momentos de la impresión, además de a cambios químicos en el papel durante la exposición, según el papel elegido, y quizá también al color de la luz. Además, la solarigrafía muestra la sucesión de periodos soleados y nublados de cada día.

## Fabricación de una cámara estenopeica
Se describe a continuación el material necesario y el proceso para la construcción de una cámara estenopeica pequeña y resistente al agua:

### Material necesario para la cámara
- Bote de refresco pintado de negro o bote opaco con tapa opaca (puede servir un bote de film de 35 mm)

- Pintura negra si se utiliza un bote que no es opaco

- Cinta aislante negra

- Papel adhesivo negro

- Papel de aluminio

- Tijeras

- Cúter

- Aguja para coser o alfiler

- Chapa de aluminio fino 2x2 cm: puede servir una lata de refresco cortando la parte superior.

- Cartulina o papel para probar el tamaño

- Papel fotosensible de blanco y negro.

### Etapas del proceso
1.      Preparación del papel y de la cámara:
Hacer una plantilla en cartulina para trasladar sus medidas al papel fotográfico. Esta parte del proceso conviene hacerla en un cuarto oscuro con luz roja o en condiciones de luz muy tenue.
Si se ha escogido una lata de refresco se pinta la lata con pintura negra y cuando esté seca se realiza un corte en la parte superior para dejar una «tapa» sin llegar a cortarla por completo.
Hacer un agujero tan fino como sea posible presionando con la aguja a 90° sobre la superficie de la lata o bote. El diámetro debe acercarse a los 0,2 mm. IMPORTANTE: tapara el agujero con un trozo de cinta aislante negra hasta que se coloque la cámara para evitar que entre la luz y estropee el papel fotográfico.
Introducir el papel fotográfico cortado a medida y en forma de cilindro abierto con la cara sensible hacia dentro, dejando la parte abierta hacia el lado donde está el agujero que se ha hecho con la aguja para dejar que entre la luz.
Tapar la parte superior con material opaco y rematarlo con cinta aislante negra.
2.      Colocación
Colocar la cámara en el lugar escogido utilizando silicona para fijarla o con bridas de plástico. Es conveniente colocarla boca abajo para evitar que le entre agua en los días de lluvia.
Retirar la cinta aislante negra.
Hacer una foto desde detrás de la cámara y a la propia cámara colocada para documentar después el proceso completo.
3.      Recogida de la cámara
Colocar la cinta aislante negra encima del agujero hecho con la aguja.
Retirar las bridas o la silicona para trasladarla al lugar donde será procesada.  
4.      Edición de resultados
En un lugar con no demasiada luz, abrir el bote y sacar el papel fotográfico donde se habrá plasmado la imagen.
Escanear la imagen y editarla (ajustes de color, contraste, recorte, etc.) según el resultado que se desea obtener.